# The Last Story
The Last Story (ラストストーリー, Rasuto Sutōrī) és un videojoc d'acció i de rol creat per Mistwalker i publicat per Nintendo per a la consola Wii. S'ha trobat una curiositat: tant el nom del joc com el logotip són molt similars a la sèrie Final Fantasy, que va ser creada per Mistwalker, Hironobu Sakaguchi.
Hi va haver una petita confusió en el bloc oficial de Mistwalker, quan Sakaguchi va dir que podria retirar-se després d'haver participat en la creació d'aquest joc. Tanmateix, tot això va ser per culpa d'un error en la traducció, ja que Sakaguchi volia dir realment que estava treballant en The Last Story com si estigués treballant en el seu últim joc.
El joc va sortir al Japó en gener del 2011, mentre que en Europa va sortir el 24 de febrer del 2012. Durant la conferència Nintendo Direct del 22 de febrer, es va anunciar el llançament per a Nord-amèrica en el 2012, on serà llançat per la companyia Xseed Games.

## Argument
El joc es desenvolupa en una illa coneguda amb del nom de Làzulis, situada en un port que serveix com a única entrada al continent muntanyós. L'illa és governada pel Compte Arganan.
Encara que les terres de l'Imperi es van consumint a poc a poc i es veuen afectades per continus conflictes, l'Illa Làzulis segueix essent una regió beneïda per la prosperitat. La clau per a la defensa de l'illa és una poderosa bateria de canyons, que desprèn una estranya màgia que sembla atraure a tota mena de monstres.
Aquí entren en acció el jove mercenari Zael i els seus aventurers amics, que viatgen fins a l'illa amb l'esperança de trobar feina. El seu nou patró no serà altre que el governant de l'illa, el Compte Arganan. Si aconsegueixen satisfer les expectatives del Compte, potser aconseguiran deixar en el passat la que va ser la seva inestable vida com a mercenaris. Per a Zael i els seus companys, que somien convertir-se en cavallers; aquest treball és una oportunitat única.
Finalment, mentre exploren una cova durant la seva primera missió, en Zael obté un nou i misteriós poder...

## Sistema de batalla
Els combats són la part més important del joc i succeeixen en temps real. El jugador controla el personatge principal, Zael, que es mou amb llibertat pel camp de batalla utilitzant el poder especial que posseeix, conegut com a “magnetisme”. Amb ell, protegeix als seus aliats i fa que la lluita succeeixi sense problemes. A més, es podran utilitzar diverses estratègies relacionades amb el terreny de joc, com per exemple atacar a cobert o destruir obstacles. Abans de començar una batalla, es podrà veure l'escenari a vista d'ocell, ço que permetrà al jugador reconèixer el terreny.
El jugador només podrà controlar a Zael. Mentrestant, els altres companys lluitaran per compte propi, però existeix el mode estrateg que et permet donar ordres als altres personatges. En aquest mode, la batalla tindrà vista d'ocell i el temps es detindrà. Això farà possible determinar amb calma quina estratègia es podrà utilitzar. El joc també conté un mode online competitiu i cooperatiu per a sis jugadors, on els usuaris s'uneixen en equip per fer front a monstres o per lluitar entre ells.

## Personatges
- Zael (エルザ, Eruza) és l'heroi principal del joc. Va perdre a la seva família quan era petit. Treballa com un mercenari per poder viure i ha lluitat per tot el continent. Cansat de lluitar per guanyar-se la vida, somia convertir-se en cavaller. Quan accepta anar amb els seus companys a la missió que els ha encomanat el compte Arganan a l'Illa Làzulis, es toparà amb un estrany fenomen...
- Calista (カナン, Calista) és l'heroïna principal del joc. S'especialitza en l'ús de la Màgia Sagrada, tant com per curar com per a propòsits ofensius. Els seus pares van morir quan ella era petita i des de llavors ha viscut sota la custòdia del seu oncle el Compte Arganan, actual governant de l'Illa Làzulis. Encara que gairebé ha perdut tota esperança, somia poder abandonar el castell i viatjar pel món.
- Dagran (クォーク, Kwōku) és el líder de la banda dels mercenaris. Les seves grans habilitats tant en combats com a l'hora d'aconseguir nous encàrrecs, han fet que es guanyi la confiança de tots. Va conèixer a Zael de jove i des de llavors comparteixen aventures. Dagran s'ha convertit en una espècie de germà gran per en Zael.
- Syrenne (セイレン, Syrenne) és una animada espadatxina que lluita amb dues espases i que sol convertir-se en el centre d'atenció d'allà on va. Beu massa i és bastant malparlada, però també és molt sensible i sempre pensa primer en els seus companys. Li agrada l'acció i se sol enfrontar directament a l'enemic sense considerar primer els riscos.
- Yurick (ユーリス, Yūrisu) és un mag que lluita utilitzant foc. Encara que és el membre més jove dels mercenaris, les seves habilitats són excepcionals. No parla molt i gairebé mai expressa les seves emocions. Considera el seu treball de mercenari com una forma de sobreviure. El seu para va desaparèixer quan ell era petit i la seva mare va morir poc després, deixant-lo sol.
- Lowell (ジャッカル, Jakkaru) és un mag que controla el gel. És tot un faldiller i un cínic, però en el fons és un home dur, intel·ligent i enginyós. Tot i que sempre es mostra informal i alegre, considera als seus companys com la seva família i valora molt el temps que passa amb ells. Encara que utilitza la màgia en les batalles, també és molt bon espadatxí.
- Mirania (マナミア, Mirania) és una dona misteriosa que domina la màgia curativa i que pot semblar massa absent i estranya. La seva visió filosòfica sobre les coses i la seva naturalesa maternal semblen estar relacionades amb el secret del seu naixement i educació. Gaudeix de tenir molta gana i pot menjar per deu persones.
- General Asthar (トリスタ将軍, Torisuta-shogun) és un militar que va arribar a ser comandant de L'Imperi pel seu impressionant historial. Té un perfecte control de ment i cos. És la personificació ideal de la cavalleria. Al viure la guerra en primera persona, va adonar-se de la connexió entre el conflicte bèl·lic i el fet que la terra agonitzes, per això s'embarcà en un viatge d'investigació. Tota la informació que va recollir li indica que les respostes estan en l'Illa Làzulis.
- Therius (タシャ, Therius) és un jove cavaller que viatja amb el General Ashtar al qual considera el seu mestre. Vol ser el millor i s'esforça molt a millorar, però la seva joventut li deixa al descobert a vegades els seus defectes. És molt hàbil amb l'espasa i vol convertir-se en un cavaller encara més gran que el seu mestre.
- Compte Arganan (アルガナン伯爵, Aruganan-hakushaku) és l'actual rei de l'Illa Làzulis. És un gran estrateg i un home molt ambiciós. Ell va contractar als mercenaris de Dragan.
- Zangurak (ザングルグ, Zangurugu) és el tirà que governa els gurak. El seu gran poder i carisma han fet que els reunís a tots per primer cop en tota la història. Després de veure l'estrany poder d'en Zael, l'anomenarà a ell “El poder de l'Errant”.
La història del joc, que tracta sobre el Zael i els seus amics mercenaris, s’explica en capítols, com si fos un llibre. A continuació es troba una llista dels capítols de la història i els seus títols, amb enllaços a The Last Story Wiki, on s'explica la trama de cada capítol concret (en anglès).
- Capítol 1: Cova Rèptida
- Capítol 2: Camí de Làzulis
- Capítol 3: Taverna d'Ariela: dia
- Capítol 4: Ciutat Làzulis
- Capítol 5: Taverna d'Ariela: nit
- Capítol 6: Cau dels bandits
- Capítol 7: Mirador de les estrelles
- Capítol 8: Castell de Làzulis: gran saló
- Capítol 9: Castell de Làzulis: saló de ball
- Capítol 10: Sender del penya-segat
- Capítol 11: Vaixell gurak
- Capítol 12: El vaixell dels mercenaris
- Capítol 13: Les illes Vono
- Capítol 14: Naufragi
- Capítol 15: Bosc misteriós
- Capítol 16: Base militar gurak
- Capítol 17: Vaixell d'Asthar
- Capítol 18: Castell de Làzulis: calabossos
- Capítol 19: Túnel subterrani
- Capítol 20: Mansió encantada
- Capítol 21: La Salamandra
- Capítol 22: Passatge de les ombres
- Capítol 23: Torre de les proves
- Capítol 24: Catacumbes Rèptides
- Capítol 25: Gruta marina
- Capítol 26: Castell de Làzulis
- Capítol 27: Castell de Làzulis: calabossos
- Capítol 28: Castell de Làzulis: pati
- Capítol 29: Castell gurak
- Capítol 30: Castell de Làzulis: gran saló
- Capítol 31: Refugi dels secrets
- Capítol 32: Cambra del compte
- Capítol 33: Castell de Làzulis: gran saló
- Capítol 34: Soterrani de la torreta
- Capítol 35: Port de Làzulis
- Capítol 36: Clavegueram
- Capítol 37: Illa Fortalesa
- Capítol 38: Oceà Brau
- Capítol 39: Retorn a la cova Rèptida
- Capítol 40: L'últim món
- Capítol 41: Mirador de les estrelles: dia
- The Last Story: Epíleg
- Capítol 42: Temple dels Arganan
- Capítol 43: Cova contaminada
- Capítol 44: Mirador de les estrelles: nit